# Gómez Plata

Localização de Gómez Plata, no departamento de Antioquia.

Gómez Plata é uma cidade e município da Colômbia, no departamento de Antioquia. Dista 90 quilômetros de Medellín, a capital do departamento, e apresenta uma superfície de 360 quilômetros quadrados.